# Diagonal Alcorcón
Diagonal Alcorcón, pełna nazwa Club de Ajedrez Diagonal Alcorcón – hiszpański klub szachowy z siedzibą w Alcorcón.

## Historia
Klub został założony w 2018 roku. W 2021 roku zespół zadebiutował w Segunda División, zajmując wówczas 23. miejsce. W 2023 roku klub zadebiutował w Pucharze Europy. Zespół wygrał wówczas z Brønshøj SF, Asker SK i SK Nordkalotten, a przegrał z SK Rockaden Stockholm, Rishon LeZion Chess Club B, SG Zürich i TSV Schönaich, zajmując w klasyfikacji 57. miejsce. W sezonie 2024 Diagonal zajął czwarte miejsce w Segunda División. W Pucharze Europy zespół uzyskał 74. pozycję (zwycięstwo nad SK Doppelbauer Kiel, remisy z TSV Schönaich i Jyväs-Shakki, porażki z K Brugse SK, OFI, SK Reval-Sport i Bærum SS).